# Kristensenia secunda
Kristensenia secunda is een eenoogkreeftjessoort uit de familie van de Darcythompsoniidae. De wetenschappelijke naam van de soort is voor het eerst geldig gepubliceerd in 2005 door Goméz & Rocha.